# 차바위
차바위(1989년 8월 24일 - )은 대구 한국가스공사 페가수스에 속해 있는 농구 선수이다.

## 선수 경력 및 수상내역
- 2012년 ~ 2015년 인천 전자랜드 엘리펀츠
- 2015년 ~ 2017년 신협 상무 농구단
- 2017년 ~ 2021년 인천 전자랜드 엘리펀츠
- 2021년 ~ 현재 대구 한국가스공사 페가수스
- 2022 2021-2022 KGC인삼공사 정관장 프로농구 수비5걸
- 2021 2020-2021 현대모비스 프로농구 수비5걸
- 2011 KB국민은행 대학농구리그 비계량부문 감투상
- 2010 대학농구리그 우정상
- 2010 대학농구리그 득점상

## 통산 기록
| 년도      | 팀       | 평균 출장시간 | 평균 득점 | 평균3점슛성공률 |
| --------- | -------- | ------------- | --------- | --------------- |
| 2012-2013 | 전자랜드 | 21.41         | 4.8       | 0.8             |